# Igor Eškinja
Igor Eškinja (Rijeka, 7. prosinca 1975.), hrvatski vizualni umjetnik. U svom radu koristi različite medije kao što su fotografija, video, crtež, i instalacija. Glavne značajke njegovog rada su upotreba galerijskog prostora kao okvira za definiranje umjetničkog rada te afirmacija imaginarnog kao autentičnog mjesta umjetnosti.

## Životopis
Diplomirao je slikarstvo 2002. na Accademia di Belle Arti (Akademija lijepih umjetnosti) u Veneciji. Član je Hrvatskog društva likovnih umjetnika, Rijeka (HDLU) od 2001., te Hrvatske zajednice samostalnih umjetnika od 2005. do 2007.godine. Surađuje s talijanskom galerijom Federico Luger iz Milana od osnutka, 2005. godine. 
Izlagao je na brojnim grupnim izložbama kao:
- Manifesta 7, Rovereto, Italija (2008)[2]
- Complicity, Rena Bransten gallery, San Francisco, SAD (2009)[3]
- 28 Grafični Biennale, Ljubljana, Slovenija (2009)[4]
- Photo I photo you, Calvert 22 Foundation, London, UK (2010)[5]
- Fische hinterlassen keine spuren, Künstlerhaus Bremen, Njemačka (2010)[6]
- Dirt: The filthy reality of everyday life', Wellcome foundation, London, V. Britanija, (2011)[7]
- Rearview Mirror, Power plant, Toronto, Kanada (2011)[8]
- Ashes and Gold – a world tour, Marta Herford, Njemačka, (2012)[9]
- Swept away, Museum of Arts and Design, New York, SAD (2012)[10]
- 2nd Ural Industrial Biennale, Ekaterinburg, Rusija (2012)[11]
- Star-Dust', FRAC Pays de la Loire, Nantes, Francuska (2012)[12]
- 8 ways to overcome space and time, Muzej savremene umetnosti, Beograd, Srbija, (2013) kao i na samostalnim izložbama:
- Imagineering, MMSU, Rijeka (2007)[13]
- CAB, Centro de Arte, Caja de Burgos, Španjolska (2008)[14]
- Project for unsuccessful gathering, Casino Luxembourg, Luksemburg (2009)[15]
- Inhabitants of generic places, Kunstforum, BankAustia, Beč (2011)[16]
- The Day After, Federico Luger gallery, Milano, Italija (2011)[17]
- Interieur captivant, MAC/VAL muzej, Vitry, Francuska (2012)[18]
- Quixote, MUWA, Graz, Austrija (2014)[19]

Živi i radi u Rijeci.

## Nagrade
- T-HT nagrada, prva nagrada, Muzej Suvremene Umjetnosti, Zagreb, 2016.[20]
- Blumm prize, finalist nagrade, Bruxelles, 2013.
- T-HT nagrada, druga nagrada, Muzej Suvremene Umjetnosti, Zagreb, 2007.[21]
- Youth Artist Prize - Henkel, Kulturkontakt, Beč, 2006.[22]
- Nagrada Radoslav Putar, Institut za suvremenu umjetnost Zagreb,2004.[23]
- Godišnja nagrada HDLU-a, Rijeka, 2003.
- Nuova Icona prize, 83° collettiva, Fondazione Bevilacqua la Masa, Venecija, 1999./00.
- Cassa di Risparmio di Venezia prize, 82° collettiva, Fondazione Bevilacqua la Masa, Venecija, 1998.

## Radovi u javnim kolekcijama
- MAC/VAL – Musée d'Art contemporain du Val-de-Marne, Pariz, Francuska
- Frac des Pays de la Loire, Carquefou/Nantes, Francuska
- MAXXI – Nacionalni muzej umjetnosti 21. stoljeća – Rim, Italija
- MSU – Muzej suvremene umjetnosti u Zagrebu, Zagreb
- MMSU – Muzej moderne i suvremene umjetnosti, Rijeka
- Galerija umjetnina Split
- CAB – Centro de Arte Contemporáneo de Caja de Burgos, Španjolska
- Department of culture - Madid, Španjolska

## Tekstovi o radu
- http://www.zarez.hr/clanci/istina-slike-i-vizualni-obrat
- "Preživjeti sliku", Krešimir Purgar, izdavač: Meandarmedia, Zagreb, 2010.
- https://www.erudit.org/fr/revues/etc/2011-n93-etc1808840/64064ac/, Marius Tanasescu
- https://www.ipu.hr/content/zivot-umjetnosti/ZU_89-2011_004-009_Uvodnik_Introduction.pdf
- http://www.zarez.hr/clanci/izlozba-medij-galerijskog-sustava
- http://kontura.com.hr/art-magazin-kontura-broj-132/